# A million ways
«A million ways», inicialmente titulada «A Million Ways to be Cruel», es una canción del grupo OK Go, perteneciente al álbum Oh No. Fue la primera canción del álbum lanzada como sencillo independiente, publicándose un vídeo musical el 18 de agosto de 2005.
La cara B incluye «This Will Be Our Year» una versión de la canción de 1968 de The Zombies de su álbum Odessey and Oracle que fue previamente publicado en la banda sonora del álbum recopilatorio de 2004 para los Estados Unidos. «The Lovecats», una versión de un solo hit de The Cure se publicó anteriormente en el EP. «Down for the Count» fue un tema inédito y desde entonces ha sido lanzado como un sencillo digital en iTunes en 2007.

## Vídeo musical
El vídeo musical, realizado con un muy bajo presupuesto, fue grabado en el patio de la casa de Damian Kulash entre abril o mayo de 2005. En él se muestra a la banda realizando una rutina de baile con coreografía realizada por la hermana de Damian, Trish Sie. Tim Nordwind hacía playback, imitando al vocalista Damian, al igual que en otras canciones como «C-C-C-Cinnamon Lips», en la que Tim canta. El video no estaba destinado a ser lanzado como vídeo musical del sencillo, pero fue enviado vía correo electrónico a sus amigos de la banda y se extendió en todo el Internet, hasta convertirse en una sensación de la red, con más de un millón de visitas. Oficialmente se estrenó el 18 de agosto de 2005.
El 18 de julio de 2006, OK Go dio a conocer un concurso en el que los participantes presentaran sus propias versiones del vídeo en YouTube. Los ganadores del concurso ganaron un pase VIP a uno de sus conciertos. El concurso terminó el 31 de agosto de 2006, y posteriormente se añadió a la edición de lujo de Oh No una recopilación de todas las grabaciones finalistas.
El baile ha sido realizado por la banda en numerosas ocasiones. Previamente lo efectuó en Mad TV y Soccer AM. También realizaron el número en París, Francia, para promocionar su sitio web en francés. La canción apareció como una pista jugable en el juego Band Hero.